# Граденицька сільська рада
Градени́цька сільська́ ра́да — колишня адміністративно-територіальна одиниця та орган місцевого самоврядування в Біляївському районі Одеської області. Адміністративний центр — село Градениці.

## Загальні відомості
На 01.09.1946 в селі Градениці налічувалось дві сільради: Граденице-Українська перейменована на Граденицьку Першу, Граденице-Молдавська перейменована на Граденицьку Другу сільраду (обидві 01.02.1945) (тобто скасовувались національні сільради).
- Територія ради: 89,97 км²
- Населення ради: 4 668 осіб (станом на 2001 рік)
- Водоймища на території, підпорядкованій даній раді: Кучурганське водосховище

## Населені пункти
Сільській раді були підпорядковані населені пункти:
- с. Градениці

## Населення
Згідно з переписом 1989 року населення сільської ради становило 4883 особи, з яких 2238 чоловіків та 2645 жінок.
За переписом населення 2001 року в сільській раді мешкало 4668 осіб.

### Мова
Розподіл населення за рідною мовою за даними перепису 2001 року:
| Мова       | Відсоток |
| ---------- | -------- |
| українська | 10       |
| російська  | 87       |
| молдовська | 1,69 %   |
| білоруська | 0,15 %   |
| болгарська | 0,09 %   |
| гагаузька  |          |

### Депутати
За результатами місцевих виборів 2010 року депутатами ради стали:

#### За суб'єктами висування
| Суб'єкт висування | Кількість обраних депутатів | %    |
| ----------------- | --------------------------- | ---- |
| Партія регіонів   | 16                          | 66,7 |
| Самовисування     | 7                           | 29,2 |
| Народна партія    | 1                           | 4,2  |

#### За округами
| № округу        | Прізвище, ім'я, по батькові      | Дата визнання обраним | Освіта             | Партійна приналежність | Відомості про обраного депутата                          |
| --------------- | -------------------------------- | --------------------- | ------------------ | ---------------------- | -------------------------------------------------------- |
| Народна Партія  |                                  |                       |                    |                        |                                                          |
| 22              | Кожухар Дмитро Павлович          | 09.11.2010            | середня            | член Народної партії   | ТОВ «Колос», заліковець                                  |
| Партія регіонів |                                  |                       |                    |                        |                                                          |
| 1               | Українець Лариса Олександрівна   | 09.11.2010            | вища               | позапартійна           | Граденицька загальноосвітня школа І-ІІІ ст., вчитель     |
| 2               | Тітієвська Віра Терентіївна      | 09.11.2010            | середня спеціальна | позапартійна           | СГ ТОВ «Південьагропереробка», бригадир                  |
| 3               | Охмуш Олександр Михайлович       | 09.11.2010            | вища               | член Партії регіонів   | СГП «Укрнатурагро», робітник                             |
| 4               | Чередниченко Світлана Миколаївна | 09.11.2010            | вища               | член Партії регіонів   | Граденицька сільська рада, землевпорядник                |
| 6               | Жиров Володимир Іванович         | 09.11.2010            | середня            | член Партії регіонів   | СГП «Укрнатурагро», механізатор                          |
| 7               | Соколов Валерій Іванович         | 09.11.2010            | середня спеціальна | член Партії регіонів   | приватний підприємець                                    |
| 9               | Тітієвська Ольга Федорівна       | 09.11.2010            | вища               | член Партії регіонів   | Граденицький будинок культури, художній керівник         |
| 10              | Ласіца Микола Михайлович         | 09.11.2010            | середня спеціальна | член Партії регіонів   | Граденицька загальноосвітня школа І-ІІІ ст., завгосп     |
| 11              | Кальнева Тетяна Борисівна        | 09.11.2010            | вища               | позапартійна           | Граденицька загальноосвітня школа І-ІІІ ст., бібліотекар |
| 14              | Баран Василь Іванович            | 09.11.2010            | середня            | член Партії регіонів   | фермер                                                   |
| 15              | Перекитна Світлана Миколаївна    | 09.11.2010            | середня спеціальна | позапартійна           | Граденицький дитячий садок «Ягідка», бухгалтер           |
| 16              | Клокар Галина Іванівна           | 09.11.2010            | середня спеціальна | позапартійна           | Граденицька сільська рада, соц.працівник                 |
| 17              | Савчук Олександр Павлович        | 09.11.2010            | вища               | член Партії регіонів   | приватний підприємець                                    |
| 21              | Швець Володимир Васильович       | 09.11.2010            | середня            | член Партії регіонів   | «Одесоблагрообладнання», охоронець                       |
| 23              | Маломан Людмила Олексіївна       | 09.11.2010            | середня спеціальна | позапартійна           | Граденицька сільська рада, головний бухгалтер            |
| 24              | Розум Ніна Михайлівна            | 09.11.2010            | вища               | член Партії регіонів   | Граденицький дитячий садок, завідувачка                  |
| Самовисування   |                                  |                       |                    |                        |                                                          |
| 5               | Тулубцов Олег Олександрович      | 09.11.2010            | середня спеціальна | позапартійний          | Біляївська районна лікарня, водій                        |
| 8               | Маренченко Олена Борисівна       | 26.02.2012            | вища               | позапартійний          | ТОВ «Колос», головний економіст                          |
| 12              | Орлов Володимир Олександрович    | 09.11.2010            | середня            | позапартійний          | пенсіонер                                                |
| 13              | Кожухар Ольга Володимирівна      | 09.11.2010            | середня спеціальна | позапартійна           | Біляївське відділення ощадбанку № 5422, касир            |
| 18              | Думброва Раїса Іванівна          | 09.11.2010            | середня            | позапартійна           | тимчасово не працює                                      |
| 19              | Родідял Василь Миколайович       | 09.11.2010            | середня спеціальна | позапартійний          | тимчасово не працює                                      |
| 20              | Перепелиця Людмила Миколаївна    | 09.11.2010            | вища               | позапартійна           | ПП «Водінвестмагістраль», оператор                       |